# Pierino Prati
Pierino Prati (* 13. Dezember 1946 in Cinisello Balsamo; † 22. Juni 2020 in Montorfano) war ein italienischer Fußballspieler und -trainer. Mit dem AC Mailand gewann der Nationalspieler unter anderem den Europapokal der Landesmeister und zweimal den Europapokal der Pokalsieger. Mit der Nationalmannschaft gewann er die Europameisterschaft von 1968. Er war auch Teil der Mannschaft, die 1970 Vizeweltmeister wurde, kam aber im Turnier nicht zum Einsatz. Prati war ein vielseitiger Stürmer, schussgewaltig und kopfballstark. Häufig wurde er als Linksaußen eingesetzt.

## Karriere

### Im Verein
Prati begann seine aktive Spielerkarriere in der Serie C bei Salernitana Calcio, mit dem er 1966 in die Serie B aufstieg.
Daraufhin wurde er vom AC Mailand verpflichtet, wo er schon im September in der Serie A debütierte, aber wenig später an den Savona FC in die Serie B verliehen wurde. Nach einem guten Jahr in Savona ging er wieder zurück nach Mailand und blieb dort bis 1973. In dieser Zeit gewann er mit den Rossoneri unter Trainer Nereo Rocco mit der großen Mannschaft um Karl-Heinz Schnellinger, Giovanni Trapattoni und Gianni Rivera 1968 die italienische Meisterschaft sowie gegen den deutschen Vertreter Hamburger SV den Europapokal der Pokalsieger. 1969 gewann er den Europapokal der Landesmeister, wo er beim 4:1-Finalsieg gegen Ajax Amsterdam drei Tore erzielte, was außer ihm bislang nur Ferenc Puskás (zweimal) and Alfredo Di Stéfano schafften. Darauf folgte der Triumph im Weltpokal in den Spielen gegen Argentiniens Estudiantes de La Plata. 1972 und 1973 gewann er auch den italienischen Pokal und 1973 den Europapokal der Pokalsieger, wo er aber beim 1:0-Sieg gegen Leeds United nicht zum Einsatz kam.
In der Meisterschaftssaison wurde Prati mit 15 Toren in 23 Spielen auch Torschützenkönig in der Serie A; die niedrigste Anzahl and Toren die je zum Erreichen dieser Ehre notwendig war. Diese Anzahl wurde 1982 von Roberto Pruzzo und 1988 von Diego Maradona egalisiert, die dafür aber 26, bzw. 28 Spiele in der Saison benötigten. Pratis persönlicher Rekord liegt bei 19 Toren in 29 Spielen der Saison 1970/71.
1973 ging er für vier Jahre zu AS Rom unter der Regentschaft des schwedischen Trainers Nils Liedholm, wo er 1975 Dritter wurde und ansonsten im Mittelfeld herumkrebste. Danach spielte er für ein Jahr bei der Fiorentina in Florenz. Die wurde Dritte in der Meisterschaft, er selbst kam aber nur noch acht Mal in der Liga ran, davon fünf Mal als Einwechsler. Zwischen 1978 und 1981 ließ er seine Spielerlaufbahn beim Savona FC in der Serie C2 ausklingen. 1979 spielte er dabei auch kurzzeitig in der North American Soccer League bei den Rochester Lancers, wo er mit dem Schalker und Essener Bundesliga-Veteranen Hartmut Huhse und zahlreichen Jugoslawen zusammenwirkte.

### In der Nationalmannschaft
International gab Pierino Prati sein Debüt für die Italienische Fußballnationalmannschaft unter Ferruccio Valcareggi am 6. April 1968 gegen Bulgarien. Er gewann mit den Azzurri die in Italien abgehaltene Europameisterschaft von 1968, wobei er im ersten von zwei Finalspielen gegen Jugoslawien dabei war. Bei der Weltmeisterschaft 1970 in Mexiko wurde Prati mit der Nationalmannschaft Vizeweltmeister, kam aber im Verlauf des Turnieres nicht zum Einsatz.

## Trainer
Nachdem er sich vom aktiven Fußball zurückgezogen hatte, versuchte er sich zwischen 1984 und 1990 als Trainer, kam dabei aber über die oberen Amateurklassen, also etwa fünfte Liga und abwärts, nicht hinaus. Am prominentesten waren dabei die Vereine Calcio Lecco 1912 vom Comer See und Pro Patria 1919 aus Busto Arsizio, nicht weit davon; beides frühere Erstligisten. Solbiatese Calcio 1911 aus der Provinz Varese in der Lombardei führte er 1989 zum Aufstieg in die Serie C2.
Pierino Prati starb am 22. Juni 2020 im Alter von 73 Jahren nach längerer Krankheit in einem Pflegeheim in Montorfano. Sein Grab befindet sich auf dem Friedhof von Fabbrica Durini, einem Ortsteil von Alzate Brianza in der Provinz Como.

## Erfolge

### Im Verein
- Italienischer Meister: 1967/68
- Italienischer Pokalsieger: 1971/72, 1972/73
- Europapokalsieger der Landesmeister: 1968/69
- Europapokalsieger der Pokalsieger: 1967/68, 1972/73
- Weltpokalsieger: 1969

### In der Nationalmannschaft
- Europameister: 1968
- Vize-Weltmeister: 1970

### Individuell
- Torschützenkönig der Serie A: 1967/68